# شيرام

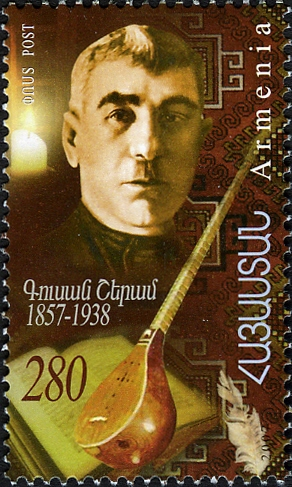
شيرام على ختم عام 2007 الأرمنية

شيرام (المولود في غريغور تاتيان، 20 مارس 1857، ألكسندروبول - توفي يوم 7 مارس 1938، يريفان) كان غوسان أرماني (موسيقار شعبي) وشاعر وملحن.
وهو معروف بأنه مؤسس فن جوزان الحديث (التأليف الشعبي الأرمني). ابتكر ألحانًا وأغانيًا شائعة حتى يومنا هذا:
- الورود تزهر في الحديقة
- أتوسل إليكم الجبال
- إنها رشيقة
- أنت يا موسى
- غير مهزوم الخيالية
- نحن إخوة

قام بتأليف أغنية «مثل النسر» المخصصة للبطل الوطني الأرمني أندرانيك أوزانيان. وفقا لفازغن الأول، البطريرك الأعلى والكاثوليكوس من جميع الأرمن، هذه الأغنية هي «واحدة من أكثر الأغاني شعبية وأحبها اليوم»، وهي «تغنى في الدوائر العائلية، في حفلات الاستقبال، وفي مناسبات أخرى في أرمينيا».
تم نشر اختيار أعمال شيرام في عام 1959.

## الروابط الخارجية
- Biography